# Fülöp Zsigmond (fordító)
Fülöp Zsigmond (Hódmezővásárhely, 1882. december 21. – Budapest, 1949. április 11.) természettudományi író, fordító.

## Élete
Fülöp János és Schveiger Berta fia. A budapesti egyetemen vegytanból tanári képesítést, doktori címet szerzett. Polgári, majd kereskedelmi iskolai tanár volt. A Tanácsköztársaság ideje alatt a művelődésügy területén végzett tevékenységéért 1921-ben állásától megfosztották. Ettől kezdve íróként és fordítóként működött. 1912–19 között kiadta a Darwin című természettudományi folyóiratot. Számos ismeretterjesztő könyvet és cikket írt, a Népszava munkatársa volt. Több természettudományi művet fordított, köztük Darwin egyes műveit.

## Magánélete
Felesége Bosányi Margit (1888–?) volt, dr. Bosányi Béla orvos és Grünbaum Gizella lánya, akivel 1916. július 26-án Budapesten, a Terézvárosban kötött házasságot.
Gyermekei
- Nyerges Ágnes (szül.: Fülöp Ágnes, 1920–1988) újságíró, férjezett Nyerges Andorné.
- Fülöp Magda

Unokája
- Nyerges András (1940) Füst Milán-díjas író, költő.

## Főbb művei
- Természettudományi műszótár (Budapest, 1923)
- Az élet csodái (1941)
- A Bölcsek Köve, a vegytan története (Budapest, 1943)
- Csodák az állatvilágban (Budapest, 1947)